# Hans Wagner (Politiker, 1957)

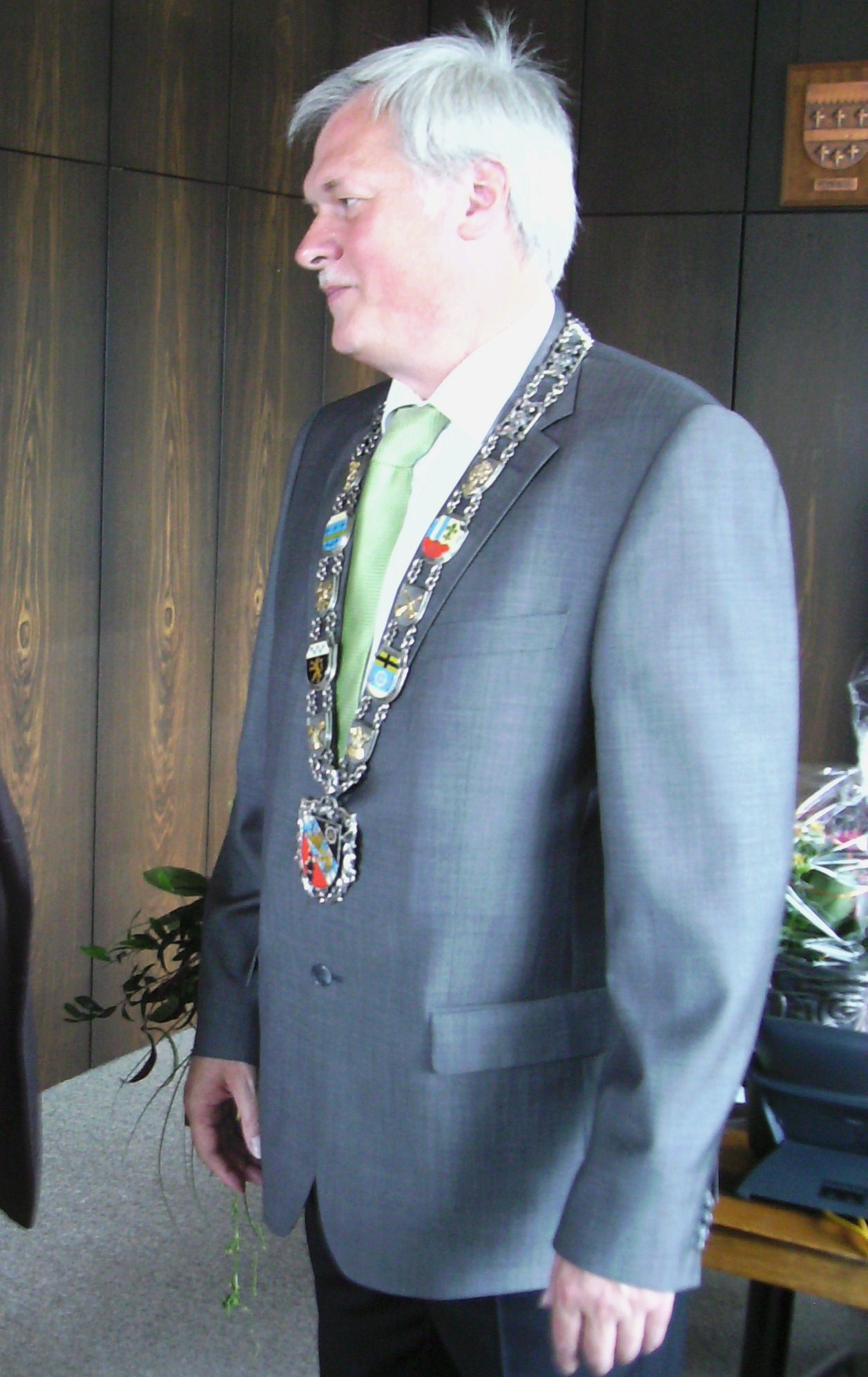
Hans Wagner bei seiner Amtseinführung 2012

Hans Wagner (* 17. September 1957 in St. Ingbert) ist ein deutscher parteiloser Kommunalpolitiker und war von Juli 2012 bis September 2019 Oberbürgermeister seiner Geburtsstadt St. Ingbert.

## Leben
Hans Wagner ist diplomierter Bauingenieur und leitet in St. Ingbert-Rohrbach eine familiengeführte Schreinerei, die er von seinen Eltern übernommen hat. Darüber hinaus ist er geprüfter Sachverständiger im Bestattungswesen und im Tischlerhandwerk. Von 1999 bis 2004 saß Wagner im Vorstand der Schreinerinnung des Saarlandes, von 2001 bis 2006 war er Mitglied im Meisterprüfungsausschuss der Handwerkskammer.
Wagner ist verheiratet und hat einen Sohn. Er ist Inhaber zweier Grüner Hausnummern.

## Politik
Hans Wagner ist seit 2004 Mitglied des Stadtrates. Im selben Jahr wurde er – noch als Mitglied in der CDU – zum Ortsvorsteher von Rohrbach gewählt. 2009 wurde er mit absoluter Mehrheit im Amt bestätigt, nachdem er im Februar 2009 wegen interner Unstimmigkeiten von der CDU zur Familien-Partei gewechselt war. Im September 2015 wurde bekannt, dass Wagner aus der Familien-Partei ausgetreten ist.
Wagner wurde am 6. November 2011 als Einzelbewerber zum Oberbürgermeister seiner Heimatstadt gewählt. Er setzte sich damit in einer Stichwahl gegen den Amtsinhaber Georg Jung durch. Sein Amt trat er am 5. Juli 2012 an.
Im September 2017 berichtete der Saarländische Rundfunk, das Landesamt für Verwaltung würde Wagner wegen Dienstpflichtverletzungen einen Staatskommissar vorsetzen. Wagner hatte sich geweigert, zwei vom Stadtrat erteilte Bau- und Abrissaufträge umzusetzen und dies mit Überforderung der Bauabteilung durch die Flüchtlingswelle begründet. Nachdem der Oberbürgermeister konkrete Maßnahmen zur Umsetzung des im Mai 2014 beschlossenen Einbau eines Aufzugs in der Stadthalle sowie den im März 2015 beschlossenen Abriss einer alten Tischtennishalle vorlegte, teilte die Kommunalaufsicht mit, von der Maßnahme, die erstmals im Saarland umgesetzt worden wäre, vorläufig abzusehen.
2019 verlor er die Stichwahl zum Oberbürgermeister gegen Ulli Meyer, CDU.